# Grammy Award de la meilleure chanson country
Le Grammy Award de la meilleure chanson country (Best Country Song) est une récompense décernée lors des cérémonies annuelles des Grammy Awards décernée à la chanson country de l'année.

## Lauréats
| Année | Artiste(s)      | Titre          |
| ----- | --------------- | -------------- |
| 2022  | Chris Stapleton | Cold           |
| 2023  |                 | 'Til You Can't |
| 2024  | Chris Stapleton | White Horse    |
| 2025  |                 | The Architect  |